# 巴基斯坦副总统
巴基斯坦副总统 是1971年至1973年间存在于巴基斯坦的一个政治职位。在实际中，它是仅次于巴基斯坦总统的第二高职位，相当于巴基斯坦总理。拥有副国家元首的地位，在总统因故无法履行职务时，由副总统代理。该职位设立于1971年12月，直到1973年8月颁布新的巴基斯坦宪法，正式废除该职位。
孟加拉裔巴基斯坦政治家努爾·阿明是巴基斯坦历史上第一位也是唯一一位担任这一职位的公职人员。